# Ivanovka (finca)

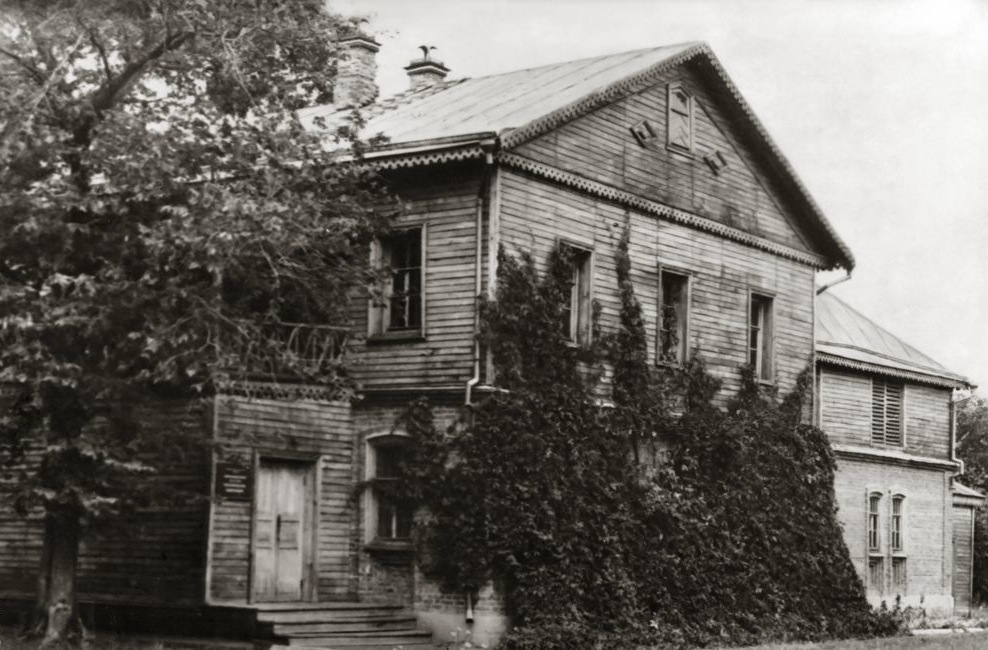
La parte frontal de la casa.

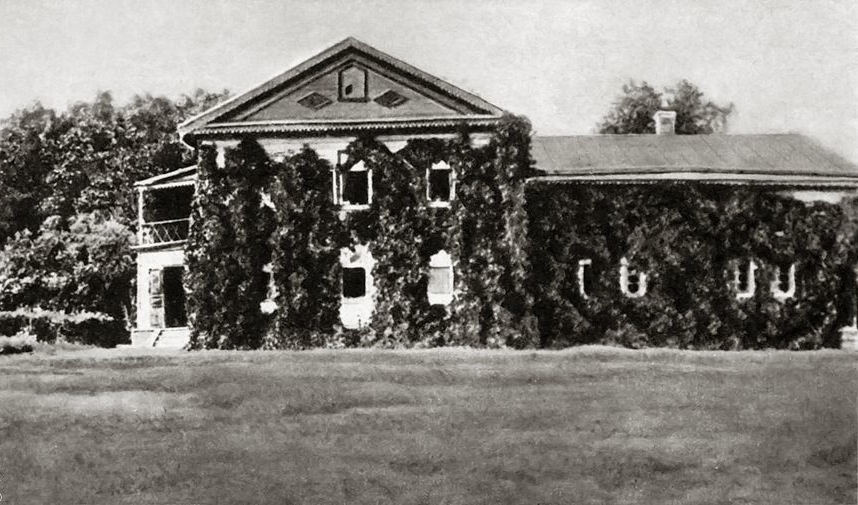
Esta tranquila situación fuera de la ciudad era el sitio perfecto para que Rajmáninov compusiera sus obras.

Ivánovka (del ruso: Ивановка) es una finca cerca de Tambov, Rusia, que solía ser la residencia de verano del compositor ruso Serguéi Rajmáninov en el período de 1890 a 1917 (hasta su emigración). Fue la casa familiar de sus parientes aristócratas, los Satin. Algunas de sus primeras obras fueron creadas bajo esta bucólica atmósfera. En 1982 se inauguró un museo conmemorativo sobre la vida y las obras del compositor.